# Ogoas broda
Ogoas broda là một loài bướm đêm trong họ Erebidae.